# 門齒

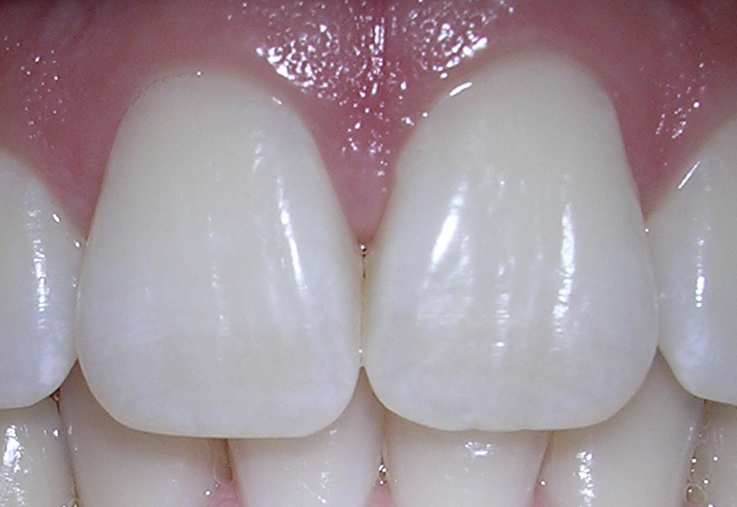
人類的門齒

門齒（incisor）又稱切牙、門牙，是最靠近嘴部正前方的一類牙齒，屬於異齒型哺乳類動物獨有的牙齒分類。

## 功能
不少草食性和雜食性的哺乳類，諸如人類和馬匹，均需以門齒來切斷食物、撬開堅硬的果實外殼以及刨地。大象的門齒已演化為長牙，而啮齿目諸如老鼠等動物，牠們的門齒會不停生長，因此會以啃東西來磨短門齒。河馬的門齒用於打鬥。
而肉食性動物，諸如貓科和犬科動物中，牠們的門齒數量較少，使用頻率也遠遠低於草食和雜食性動物，會直接以犬齒和裂齒來切碎食物。

## 門齒的數目與型態

### 人類
人類的口腔共有八顆門齒，分成四類，每類有左右各一顆：
- 上頜正門齒（maxillary central incisor）
- 上頜側門齒（maxillary lateral incisor）
- 下頜正門齒（mandibular central incisor）
- 下頜側門齒（mandibular lateral incisor）

### 其它動物
而貓、馬、以及一些靈長類動物有12顆；鼠類動物有4顆，兔類動物有6顆。